# 香檳餐廳
香檳餐廳（法語：Restaurant Champeaux）創業於1800年，是19世紀法國巴黎知名的餐廳之一，是記者、作家經常聚會的場所，這裡也被小說家埃米爾·左拉寫入作品當中，成為世人傳頌的經典場景。

## 歷史沿革
香檳餐廳從1800年到1864年之間，都是由同一個家族經營，從1872年開始，則由金屋餐廳（法語：Maison dorée）的路易斯·維迪爾（法語：Louis Verdier）合夥人Catelain繼續經營，在此之前的主廚是尼古拉斯·馬格瑞（法語：Nicolas Marguery），1860年之後離開香檳之家自行創業，開設了瑪格麗（法語：La Sole Marguery）餐廳，之後接手的主廚是路易斯·維迪爾的主廚卡西米爾·莫伊森，而亨利-保羅·佩拉普拉特是跟著卡西米爾·莫伊森學習廚藝，他後來則是著名的巴黎藍帶廚藝學校的創始人，後來Catelain經營的期間，創造了香檳雞料理，Catelain做到1904年才從香檳餐廳退休。
第一次世界大戰期間，香檳餐廳的全體人員，被國家徵召到前線供應軍隊伙食，原地址則由法蘭西銀行接收。